# Marschbahnhof Tondern

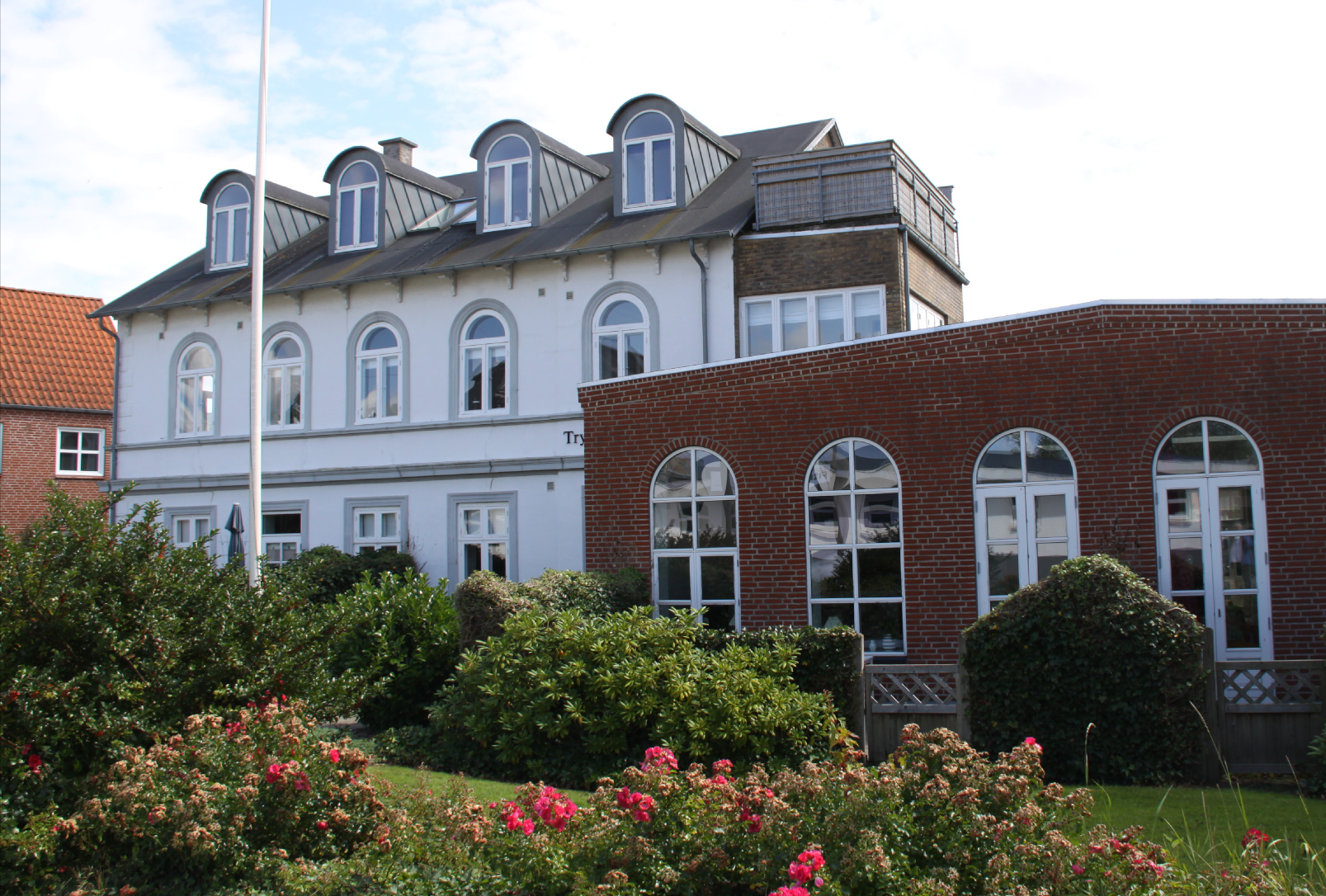
Marschbahnhof Tondern im Hintergrund links, vorne Feuerwehrhaus

Der Marschbahnhof Tondern wurde im Zuge der Verlängerung der Marschbahn von Niebüll zur damaligen Staatsgrenze bei Hvidding (dänisch Hviding) am 15. November 1887 von der Glückstadt-Elmshorner Eisenbahn-Gesellschaft (Jernbanegade 8) eröffnet. Die Bahnstrecke Tondern–Tingleff aus Tingleff wurde in den neuen Bahnhof eingeführt, der sich etwas nördlich des heutigen Bahnhofes Tønder befand. Das Haus war von 1887 bis 1890 als Bahnhofsgebäude in Betrieb.

## Geschichte
Mit der Verstaatlichung der 1888 in Schleswig-Holsteinische Marschbahn-Gesellschaft umfirmierten Privatbahngesellschaft am 1. Juli 1890 übernahmen die Preußischen Staatseisenbahnen den Betrieb. Sie nahmen in den folgenden Jahren umfangreiche Erweiterungen an den Bahnanlagen vor. Ein Empfangsgebäude, das Bahnbetriebswerk und die Güterabfertigung wurden neu gebaut. Der Zugang zu den Bahnsteigen wurde mit einer Überführung ausgestattet. Der neue Bahnhof wird manchmal ebenso Marschbahnhof Tondern (dänisch Tønder Marskbanegården) genannt.
Am 15. Juni 1892 wurde die Verbindung bis zur Hoyerschleuse (dänisch Højer Sluse) mit Fähranschluss zur Insel Sylt in Betrieb genommen.
Das alte Empfangsgebäude der Marschbahn wurde umgebaut und als Eichlers Hotel weiter betrieben. 1897 wurde das Hotel an den Pferdehändler Ludolph Outzen verpachtet, der den Namen in Marschbahnhof Hotel änderte. Er übernahm 1902 auch das „Hotel Stadt Hamburg“ in der Vestergade.
Wegen der harten Konkurrenz zu den anderen Hotels der Stadt wurde es 1935 geschlossen. 1942 wurde das Hotel von Bomben aus britischen Kampfflugzeugen getroffen, die für die Bahnanlagen bestimmt waren. Die Gebäude wurden nie vollständig wieder aufgebaut. 1945 wurden die restlichen Gebäude von der Druckerei Laursens Borgtrykkeri übernommen, die diese bis 1962 nutzte. Ein später darin befindliches Restaurant wurde 1996 geschlossen.